# Frederica (Delaware)
Frederica è una città degli Stati Uniti, situata nella Contea di Kent, nello Stato del Delaware. Appartiene all'area micropolitana di Dover. Secondo il censimento del 2000 la popolazione era di 648 abitanti. La ILC Dover, la compagnia che preparò le tute per gli astronauti del Programma Apollo e Skylab fra gli anni sessanta e i settanta, aveva la propria sede nelle sue vicinanze.

## Geografia fisica
Secondo i rilevamenti dello United States Census Bureau, la città di Frederica si estende su una superficie totale di 2,2 km², tutti quanti occupati da terre.

## Popolazione
Secondo il censimento del 2000, a Frederica vivevano 648 persone, ed erano presenti 168 gruppi familiari. La densità di popolazione era di 297 ab./km². Nel territorio comunale si trovavano 275 unità edificate. Per quanto riguarda la composizione etnica degli abitanti, il 70,22% era bianco, il 26,85% era afroamericano, lo 0,15% era nativo, e lo 0,31% era asiatico. Il restante 2,46% della popolazione appartiene ad altre razze o a più di una. La popolazione di ogni razza proveniente dall'America Latina corrisponde al 3,24% degli abitanti.
Per quanto riguarda la suddivisione della popolazione in fasce d'età, il 29,5% era al di sotto dei 18, il 6,9% fra i 18 e i 24, il 32,1% fra i 25 e i 44, il 18,2% fra i 45 e i 64, mentre infine il 13,3% era al di sopra dei 65 anni di età. L'età media della popolazione era di 35 anni. Per ogni 100 donne residenti vivevano 87,8 maschi.